# Hendrik Arnst
Hendrik Arnst (* 7. Mai 1950 in Weimar; † 2. Januar 2024 in Berlin) war ein deutscher Schauspieler.

## Leben
Hendrik Arnst studierte Schauspiel von 1969 bis 1972 an der Hochschule für Schauspielkunst „Ernst Busch“ in Berlin.
Am Beginn seiner Schauspielkarriere arbeitete Arnst am Landestheater Anklam, am Theater Aachen und am Nationaltheater Mannheim. Danach spielte er von 1993 bis 2012 an der Berliner Volksbühne.
Nicht nur auf der Bühne, sondern auch auf der Kinoleinwand verkörperte er viele Rollen. Zu seinen bekanntesten Filmarbeiten gehören Duell – Enemy at the Gates von Jean-Jacques Annaud oder The Cat’s Meow von Peter Bogdanovich. Auch in der TV-Serie Tatort, in der Kriminalfilmreihe Polizeiruf 110 und in der Comedy-Fernsehserie Hausmeister Krause – Ordnung muss sein war Arnst zu sehen. Insgesamt wirkte er als Schauspieler vor der Kamera in mehr als 90 Film-und-Fernsehproduktionen mit.
Hendrik Arnst war verheiratet und lebte ab 1966 in Berlin. Er starb am 2. Januar 2024 im Alter von 73 Jahren nach kurzer schwerer Krankheit.

## Filmografie (Auswahl)
- 1975: Aus meiner Kindheit
- 1980: Am grauen Strand, am grauen Meer
- 1984: Romeo und Julia auf dem Dorfe
- 1991: Atemnot
- 1994: Sunny Point
- 1997: Happy Birthday (Fernsehserie)
- 1997: Des Teufels General
- 2000: Dämonen
- 2001: Duell – Enemy at the Gates
- 2001: The Cat’s Meow
- 2002: Und die Braut wusste von nichts
- 2003: Hamlet X
- 2003: Die Perser
- 2005: Polizeiruf 110: Vorwärts wie rückwärts (Fernsehreihe)
- 2007: Der Letzte macht das Licht aus!
- 2007: Video Kings
- 2007: Wenn Liebe doch so einfach wär’
- 2007, 2009: Notruf Hafenkante (Fernsehserie, verschiedene Rollen, 2 Folgen)
- 2007, 2014: Großstadtrevier (Fernsehserie, verschiedene Rollen, 2 Folgen)
- 2007: Tatort: Dornröschens Rache (Fernsehreihe)
- 2008: Weltstadt
- 2008: Unschuldig (Fernsehserie, 3 Folgen)
- 2008: Die Anwälte (Fernsehserie, 2 Folgen)
- 2008: Der Vorleser
- 2008, 2011: SOKO Wismar (Fernsehserie, verschiedene Rollen, 2 Folgen)
- 2009: Der Dicke/Die Kanzlei (Fernsehserie, 2 Folgen)
- 2009: Viva Europa!
- 2009: Liebe Mauer
- 2010: Meine Familie bringt mich um!
- 2011: Ein starkes Team: Am Abgrund (Fernsehreihe)
- 2012: Polizeiruf 110: Einer trage des anderen Last
- 2012: Schmidt & Schwarz
- 2012: Bella Block: Unter den Linden (Fernsehreihe)
- 2012: Tatort: Nachtkrapp
- 2013: Westen
- 2014: Mord mit Aussicht (Fernsehserie, Folge Der Carport)
- 2014: Der Tatortreiniger (Fernsehserie, Folge Tauschgeschäfte)
- 2014: Tatort: Alle meine Jungs
- 2015: Reiff für die Insel – Katharina und der große Schatz (Fernsehreihe)
- 2016: Sanft schläft der Tod
- 2017: Morden im Norden (Fernsehserie, Folge Bernsteinfieber)
- 2017: Der König von Berlin
- 2018: Die Heiland – Wir sind Anwalt (Fernsehserie, Folge Tödliche Tropfen)
- 2019: Sag du es mir
- 2020: Schwartz & Schwartz – Wo der Tod wohnt
- 2021: Das Massaker von Anröchte
- 2022: Polizeiruf 110: Abgrund (Fernsehreihe)
- 2023: Geschlechterkampf
- 2024: Polizeiruf 110: Unsterblich

## Theater
- 1994: Carl Laufs/Wilhelm Jacoby/Heiner Müller: Pension Schöller: Die Schlacht (Kellner und Hausdiener) – Regie: Frank Castorf (Volksbühne Berlin)
- 2012: Fjodor Dostojewski: Die Wirtin – Regie: Frank Castorf (Volksbühne Berlin)

## Hörspiele
- 2003: Dylan Thomas: Unter dem Milchwald (Dritter Ertrunkener) – Regie: Götz Fritsch (Hörspiel – MDR)
- 2007: Christoph Kalkowski/Matthias Wittekindt: Der Kongreß der Supervisionäre (Fred) – Regie: Christoph Kalkowski (Hörspiel – RBB)
- 2009: Matthias Wittekindt: Die Frau im Netz (Mobly) – Regie: Wolfgang Rindfleisch (Kriminalhörspiel – DLR)
- 2013: E. M. Cioran: Vom Nachteil, geboren zu sein – Regie: Kai Grehn (Hörspiel – SWR)